# アウラ・イム・ジングルント
アウラ・イム・ジングルント (ドイツ語: Aura im Sinngrund、公式表記は Aura i.Sinngrund) は、ドイツ連邦共和国バイエルン州ウンターフランケン行政管区のマイン＝シュペッサルト郡に属す町村である。同郡北部に位置している。この町はブルクジン行政共同体に加盟している。

## 地理

### 位置
この町は、ゲミュンデン・アム・マインの北西約 20 km、バイエルン州のシュペッサルト自然公園内のアウラ川の谷に位置している。北の町境は、バイエルン州とヘッセン州の州境を形成している。町内の最高地点は、ベルク・ヴァルトキュッペルの海抜 459 m、最低地点はアウラ河畔の海抜 234 m である。

### 自治体の構成
アウラは、以下の3つのオルツタイル（行政上の地区）からなる。
- アウラ・イム・ジングルント（首邑）
- ドイテルバッハ
- ツィーゲラーフェルト

### 隣接する町村
| ブルクヨス*                                     | フォルスト・アウラ* |              |
| ヨスグルント （マイン＝キンツィヒ郡）           |                     | ミッテルジン |
| フレールスバッハタール （マイン＝キンツィヒ郡） | フェレン            | ブルクジン   |

- 地名の後に「*」があるのは市町村に属さない地区を示す。
- 郡名が明記されていない市町村、地区はいずれもマイン＝シュペッサルト郡に属す。

## 地名

### 語源
アウラという町名は、町内を流れる同名のアウラ川に由来する。

### 古い表記
この町は、様々な古地図や史料に以下のような表記で記されている。
| - 1059年 Uraha - 1303年 Vrach - 1450年 Awraw - 1573年 Aura | - 1594年 Aurach - 1799年 Aura - 1831年 Aura im Sinngrunde - 1926年 Aura im Sinngrund |

## 歴史

### 自治体形成まで
この集落は、フルダ修道院の狩場寄進状に1059年に初めて記録されている。部族大公の時代、アウラはフランケン大公領に属していた。アウラはミッテルジンおよびオーバージンとともにツェント・ミッテルジンに属した。このツェントは、1つの地域に対して複数の領主が共同で領主権を行使する共同統治地区であった。オーバージンの和議（1598年4月25日）、裁判・警察・森林管理法（1600年7月10日）、1617年11月27日の協定、ハンメルブルクの合議（1671年5月15日/25日）、ゲミュンデン協定（1728年12月2日）といった共同業務がツェントの伯の命令で行われた。このツェントは、最初はフッテン家（後にアムト・アルテングローナウの相続に伴いヘッセン＝カッセル方伯）とテューゲン家（後にヴュルツブルク司教領、フローンホーフェン家、ユリウス＝シュピタール）が治めた。文献ではしばしばこの統治について vierherrisch（4人の領主）と表現されている。共同の裁判権は、「ザムト＝ツェントグラーフ」が（14人の審判人によって）これを行使した。
1803年3月、帝国代表者会議主要決議 § 25 に基づき、ヴュルツブルク・ユリウスシュピタール部分と帝国直轄地が廃止され、ヴュルツブルク司教領部分はアシャッフェンブルク侯国（後にフランクフルト大公国）に移された。バイエルンとヴュルツブルク大公との間で締結された1808年8月19日の条約によってアウラ、オーバージン、ミッテルジンを含むユリウスシュピタール分の高権もアシャッフェン侯国の領土となった。1803年から1810年に公布されたアシャッフェンブルク法がここでも適用された。
バイエルンとヘッセン選帝侯との共同統治関係は、1814年のヘッセン選帝侯国再興後、ミッテイルジンとオーバージンでは継続したが、ヘッセン選帝侯領が存在しなかったアウラでは消滅した。ミッテルジンとオーバージンは1814年から共同裁判権が有効となった（ヘッセン選帝侯国のシュヴァルツェンフェルス司法局とバイエルンのオルプ地方裁判所）。
バイエルンの行政改革に伴い、1818年5月17日付けの将来の憲法および自治体運営に関する法律（選挙法はやや遅れて1818年8月5日に施行された）によりルーラルゲマインデ（直訳: 田舎の町）アウラが成立した。この町には、1830年時点で64戸、585人のカトリック信者と1人の福音主義信者、税務支所、2基の水車、大きな邦有地の城館、牧羊地が1か所あった。

### 行政史
アウラは1812年に、フランクフルト大公国アシャッフェン県オルプ小県のブルクヨス管区に属した。この時点で、領主の農場が1つあり、48戸に400人が住んでいた。町長はヨハン・ブルームであった。学校長はヨハン・エルゼザーであった。司法関係では、アウラはアムト・リーネックに属し、アウラは管区長のハインリヒ・ヨーゼフ・フックがアムトの長官を務めた。
パリ条約に基づき、アウラは1814年にアシャッフェンブルク侯国とともにバイエルン王国領となり、1814年10月1日からラントゲリヒト第3クラス・アウラの管理地区に置かれた。この管理地区は、1828年6月30日、1829年1月8日および14日の決議によりラントゲリヒト・オルプに統合された。ラントゲリヒト・オルプとラントゲリヒト・ゲミュンデンの合併により、1862年にアウラはベツィルクスアムト・ゲミュンデン・アム・マインに編入された。
1872年にベツィルクスアムト・ゲミュンデンは、ベツィルクスアムト・ロール・アム・マインに統合された。1902年にベツィルクスアムト・ゲミュンデンが再び新設された。1939年に、アンハルト、バーデン、ブラウンシュヴァイク、ヘッセン人民州、オルデンブルク、ザクセン、テューリンゲン、ヴュルテンベルクと同じようにバイエルンでも「ラントクライス」（郡）の名称を用いることとなった。アウラは、ゲミュンデン・アム・マイン郡の27市町村の1つとなった。1972年のゲミュンデン郡廃止に伴い、アウラは、新設されたマイン＝シュペッサルト郡に編入された。

## 住民

### 人口推移
1988年から2018年までの間にこの町の人口は、1,098人から962人に減少した。減少人数は136人、減少率は 12.4 % であった。

## 行政

### 首長
2008年5月からヴォルフガング・ブルーム (SPD/FUBA) がこの町の町長を務めている。彼は2020年3月15日の町長選挙でも 71.26 % の支持票を獲得して再選された。

### 紋章
図柄: 四分割。向かって左上は、赤地に底から3つの銀の三角図形。向かって右上は交互に出現する合計8本の金と赤の横帯。向かって左下は赤地に、2本の金色の斜め帯。向かって右下は銀地に、3本の赤い波状の柱が描かれた金の横帯。
この紋章は、1983年から用いられている。

## 文化と見所

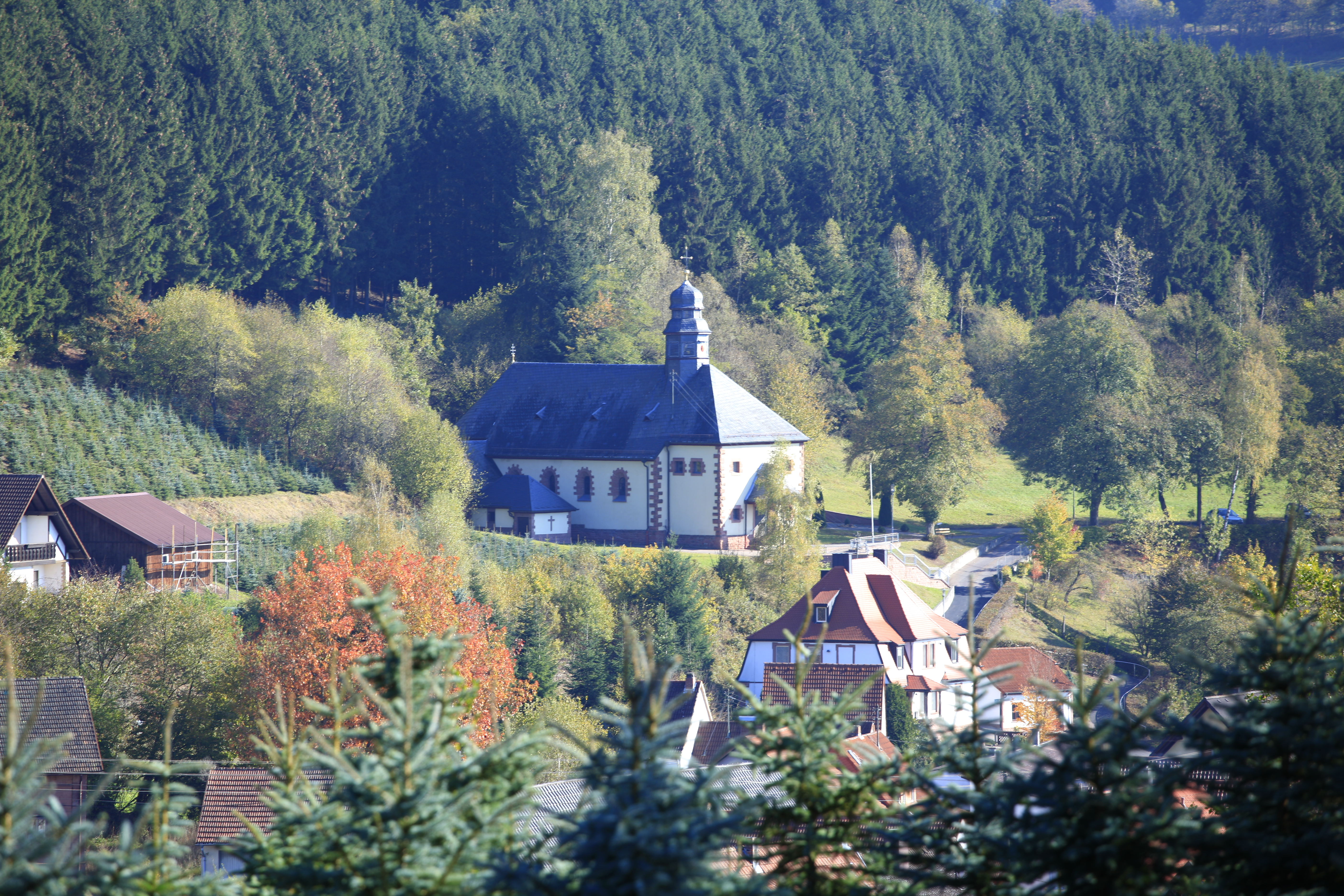
「聖母の7つの悲しみ」教会

アウラの景観は、カトリックの「聖母の7つの悲しみ」教会によって決定づけられている。かつての城館には現在基礎課程学校が入居している。

## 関連書籍
- Hessisches Statistisches Landesamt, ed. Historisches Gemeindeverzeichnis für Hessen. Heft 2: Gebietsänderungen der hessischen Gemeinden und Kreise 1834 bis 1967. Wiesbaden. pp. 56, 95
- Karl Richter (1963). Gemünden = Historischer Atlas von Bayern, Teil Franken 1,11. München. pp. 204-
- Winkopps Zeitschrift: Der Rheinische Bund, Heft 2/4, S. 389–394.